# José Gayà
José Luis Gayà Peña (* 25. května 1995 Pedreguer) je španělský profesionální fotbalista, který hraje na pozici levého obránce za španělský klub Valencia CF, jehož je kapitánem, a za španělskou reprezentaci.

## Klubová kariéra
Gayà je odchovancem akademie Valencie, kam přišel v roce 2006 ve věku 10 let. V A-týmu debutoval v roce 2012 a za klub odehrál více než 300 soutěžních zápasů. V roce 2019 vyhrál s Valencií Copa del Rey. Gayà vedl Valencii jako kapitán ve finále Copa del Rey v roce 2022. Valencia v něm však prohrála po penaltovém rozstřelu s Realem Betis.

## Reprezentační kariéra
Gayà nastoupil v roce 2018 ke svému prvnímu zápasu za španělskou reprezentaci. V létě 2021 reprezentoval Španělsko na Mistrovství Evropy ve fotbale 2020.
Gayà byl povolán i na mistrovství světa 2022 v Kataru. Na soustředění před turnajem v Jordánsku však utrpěl výron pravého kotníku, a nahradil ho Alejandro Balde.

## Ocenění

### Klubová

#### Valencia
- Copa del Rey: 2018/19[7]

### Reprezentační

#### Španělsko U21
- Mistrovství Evropy hráčů do 21 let: 2017 (druhé místo)[8]